# Dům Zlatý pelikán
Dům Zlatý pelikán, původního názvu Goldener Pelikan, se nachází v Městské památkové zóně v lázeňské části Karlových Varů na Staré louce 333/52. Byl postaven v letech 1879–1880.

## Historie
Na místě stával barokní dům téhož jména – „Goldener Pelikan“, který byl založen v roce 1756 a kde měl roku 1771 svou dílnu známý puškař Johann Breitfelder. Zde nechala v letech 1879–1880 majitelka Theresia Hula pod stejným názvem postavit nový dům. V srpnu 1879 dodal karlovarský architekt Josef Slowak stavební plány, v nichž navrhl uliční průčelí ve stylu renesance.
V roce 1891 byly podle návrhu stavitele Konráda Eckla doplněny dominantní dvouetážové štíty. Ten rovněž v témže roce navrhl rozsáhlé trojúrovňové zahrady na skalním masivu ve dvoře.
Ve třicátých letech 20. století byl v domě otevřen konzulát Equádorské republiky.

## Ze současnosti
V roce 2014 byl dům uveden v Programu regenerace Městské památkové zóny Karlovy Vary 2014–2024 v části II. (tabulková část 1–5 Přehledy) v Seznamu památkově hodnotných objektů na území MPZ Karlovy Vary a jejich aktuální stav s vyjádřením vyhovující.
V současnosti (březen 2023) je budova evidována jako bytový dům v soukromém vlastnictví.

## Popis
Čtyřpodlažní dům s mansardovou nástavbou s dvouetážovými štíty se nachází v centru lázeňské části Karlových Varů na levém břehu řeky Teplé, na Staré louce 333/52. Uliční průčelí je čtyřosé, ve dvou středových osách je v prvním patře vynesen balkon, vchod je umístěn mimo střed.
Objekt je využíván (rok 2023) jako bytový dům, přízemí slouží ke komerčním účelům.